# Pralboino
Pralboino (Pralbuì in dialetto bresciano) è un comune italiano di 2 840 abitanti della provincia di Brescia in Lombardia. I suoi abitanti sono detti pralboinesi.
Il paese dista dal capoluogo di provincia, Brescia, circa 35 chilometri a sud.

## Geografia fisica

### Territorio

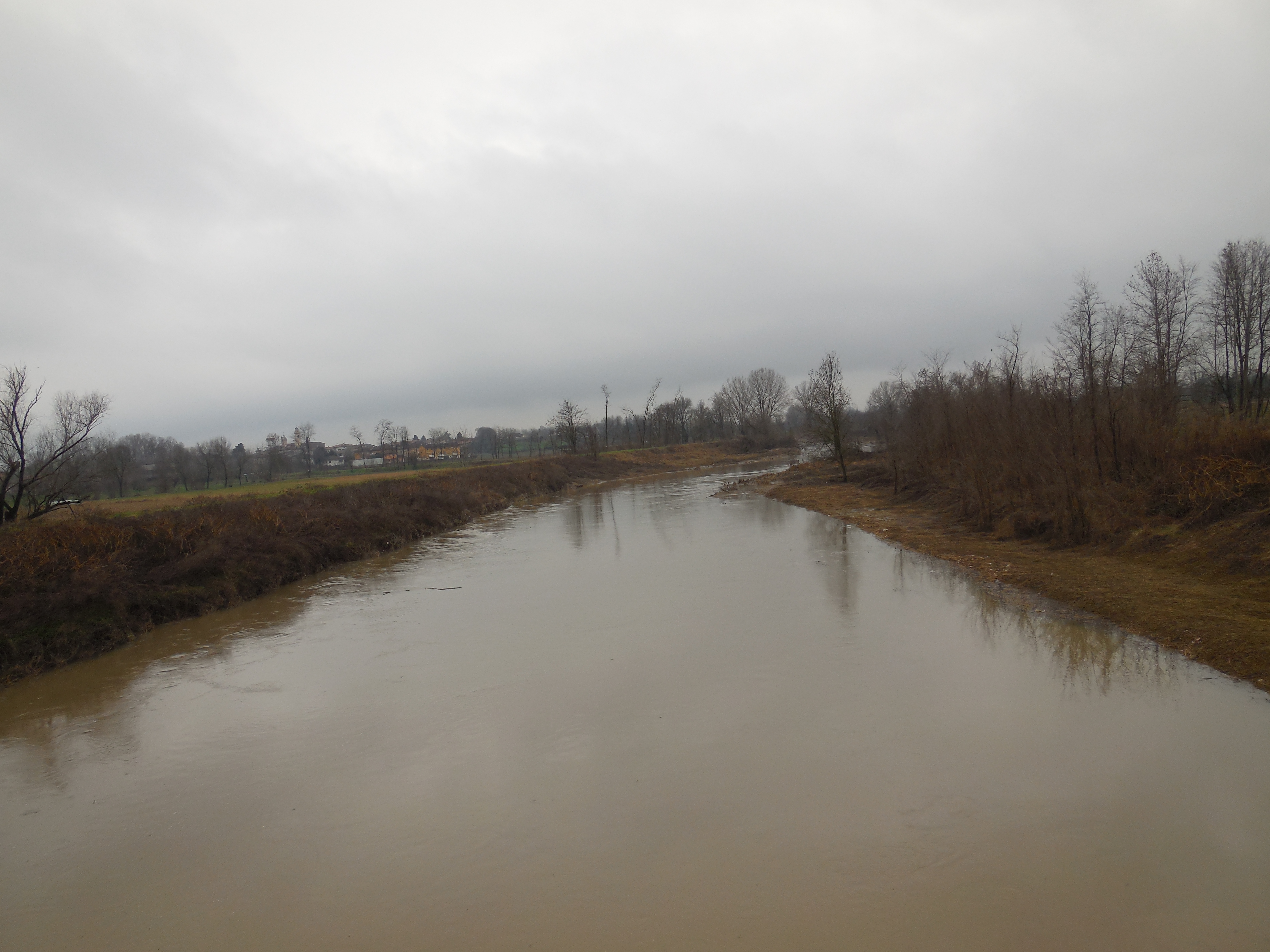
Il Fiume Mella durante una piena invernale visto dal ponte per Milzano.

Il territorio Pralboinese è situato nella Pianura Padana.
Il comune confina a sud con la provincia di Cremona.
Il territorio su cui sorge il centro abitato è pianeggiante, sebbene l'orografia della valle del fiume Mella implichi che la zona nord-est sia situata a una quota leggermente superiore rispetto alla zona sud-ovest.
La zona più elevata del centro abitato è l'altura sulla quale si trova via Dossello e via Borgo di Sopra, spiegando il loro nome, la quale si trova ad un'altezza di 48 m s.l.m.
Dal punto di vista idrografico, Pralboino è bagnato ad ovest dal fiume Mella (che segna il confine con i Comuni di Milzano e Seniga), mentre il suo territorio è solcato da numerosi canali artificiali utilizzati per irrigare i campi.
Fra questi, degno di nota è il canale Santa Giovanna, una roggia irrigua scavata nel 1509 per bonificare le paludi del territorio ghedese e per irrigare i terreni dei Comuni di Leno, Pavone del Mella e Pralboino, presso il quale la roggia si divide in due rami che vanno a sfociare nel fiume Mella.
- Classificazione sismica: zona 4 (sismicità molto bassa)[6].

### Clima

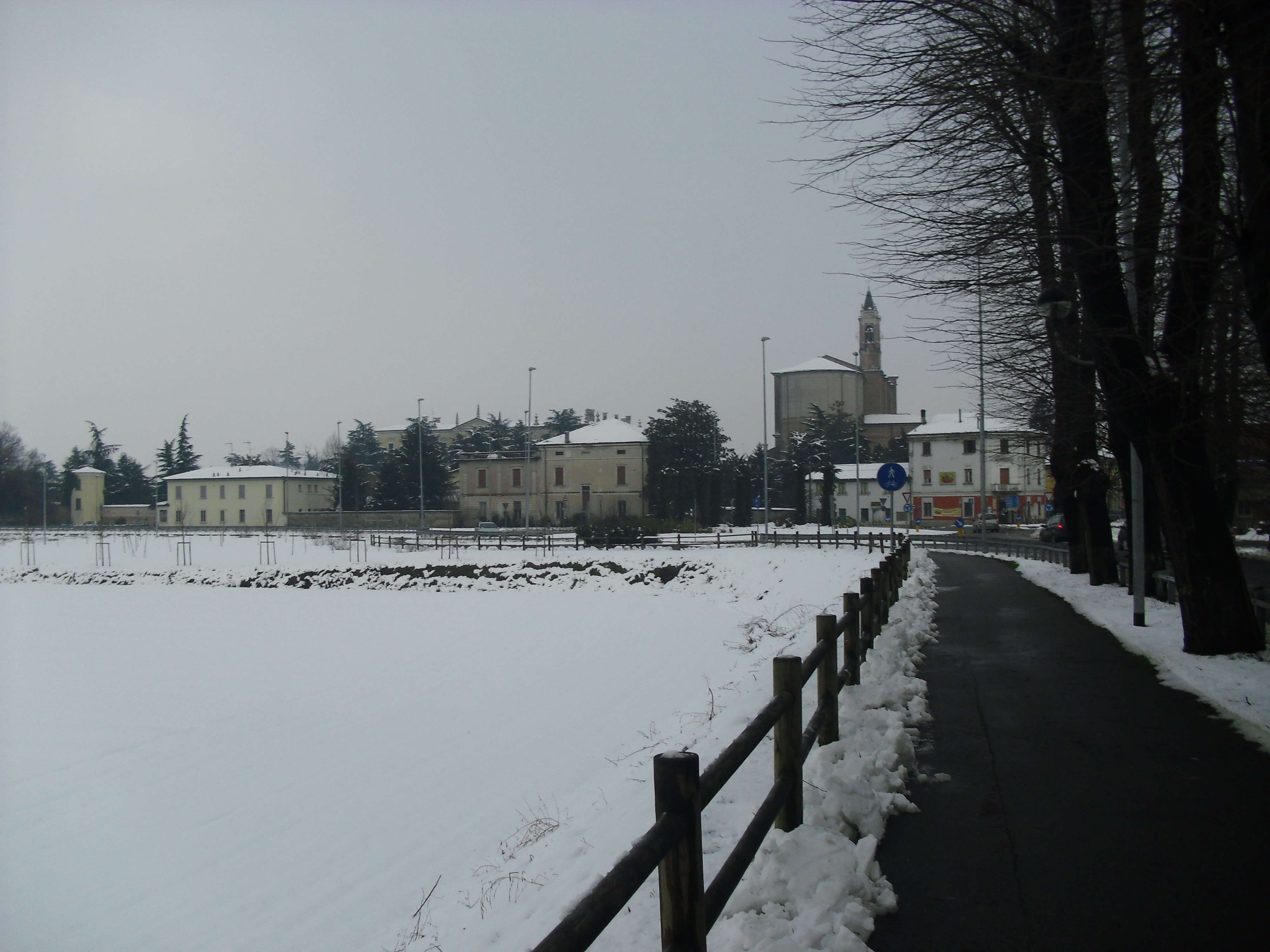
Nevicata Invernale.

Il clima è quello tipico dei comuni dell'alta val Padana: l'estate è caratterizzata da caldo afoso con elevata umidità, mentre l'inverno è invece rigido e spesso nebbioso, con sporadiche nevicate durante i mesi più freddi. Il comune è classificato nella zona E.
| BRESCIA GHEDI (1961-1990)   | Mesi         | Mesi         | Mesi        | Mesi        | Mesi        | Mesi        | Mesi        | Mesi        | Mesi        | Mesi        | Mesi        | Mesi         | Stagioni | Stagioni | Stagioni | Stagioni | Anno  |
| BRESCIA GHEDI (1961-1990)   | Gen          | Feb          | Mar         | Apr         | Mag         | Giu         | Lug         | Ago         | Set         | Ott         | Nov         | Dic          | Inv      | Pri      | Est      | Aut      | Anno  |
| --------------------------- | ------------ | ------------ | ----------- | ----------- | ----------- | ----------- | ----------- | ----------- | ----------- | ----------- | ----------- | ------------ | -------- | -------- | -------- | -------- | ----- |
| T. max. media (°C)          | 4,3          | 7,9          | 12,8        | 17,1        | 22,0        | 26,1        | 28,6        | 27,5        | 24,1        | 18,2        | 10,4        | 5,2          | 5,8      | 17,3     | 27,4     | 17,6     | 17,0  |
| T. min. media (°C)          | −2,8         | −0,7         | 2,9         | 6,8         | 11,3        | 15,3        | 17,8        | 17,2        | 13,9        | 8,7         | 3,1         | −1,6         | −1,7     | 7,0      | 16,8     | 8,6      | 7,7   |
| T. max. assoluta (°C)       | 16,4 (1983)  | 22,0 (1990)  | 23,2 (1990) | 27,1 (1987) | 31,2 (1975) | 34,8 (1962) | 36,1 (1983) | 35,0 (1983) | 31,6 (1973) | 26,8 (1986) | 19,0 (1972) | 17,0 (1989)  | 22,0     | 31,2     | 36,1     | 31,6     | 36,1  |
| T. min. assoluta (°C)       | −19,4 (1985) | −11,1 (1987) | −8,6 (1971) | −2,0 (1973) | 0,2 (1987)  | 7,1 (1986)  | 9,4 (1980)  | 8,1 (1986)  | 3,8 (1972)  | −1,7 (1973) | −8,2 (1988) | −11,0 (1986) | −19,4    | −8,6     | 7,1      | −8,2     | −19,4 |
| Nuvolosità (okta al giorno) | 5,5          | 4,6          | 4,2         | 4,4         | 4,3         | 3,9         | 3,0         | 3,0         | 3,2         | 3,9         | 5,3         | 5,3          | 5,1      | 4,3      | 3,3      | 4,1      | 4,2   |
| Precipitazioni (mm)         | 59,6         | 53,9         | 63,8        | 69,2        | 91,7        | 75,0        | 72,5        | 84,8        | 62,4        | 83,7        | 78,6        | 53,8         | 167,3    | 224,7    | 232,3    | 224,7    | 849,0 |
| Giorni di pioggia           | 7            | 6            | 7           | 8           | 9           | 8           | 6           | 6           | 6           | 6           | 8           | 6            | 19       | 24       | 20       | 20       | 83    |
| Umidità relativa media (%)  | 86           | 81           | 75          | 76          | 73          | 71          | 72          | 72          | 75          | 79          | 85          | 86           | 84,3     | 74,7     | 71,7     | 79,7     | 77,6  |
| Vento (direzione-m/s)       | W 3,3        | E 3,4        | E 3,7       | E 3,6       | E 3,3       | E 3,2       | E 3,2       | E 3,2       | E 3,1       | E 3,2       | E 3,3       | W 3,2        | 3,3      | 3,5      | 3,2      | 3,2      | 3,3   |

## Origini del nome
Il toponimo viene fatto risalire al termine "Prato di Alboino" e quindi come possibile testimonianza della presenza di un campo militare del monarca longobardo, conquistatore di parte della penisola italiana. Le prime documentazioni scritte riferite al luogo, quali i diplomi imperiali e le bolle pontificie relative ai possedimenti dell'Abbazia lenese redatte tra l'XI la prima metà del XII, riportano il toponimo latino di Castrum Novum cum ecclesia Santci Andree. È soltanto a partire dalla seconda metà del XII secolo che i documenti notarili riportano il termine Pratum Alboini. Sul cambiamento di nome vi è l'ipotesi che sia il frutto di un processo di nobilitazione dei luoghi a seguito della sviluppo, nella stessa seconda metà del XII secolo, di ricostruzioni della storia dei longobardi che posteriormente si rivelarono inattendibili, in quanto arricchite di elementi fantasiosi e frutto dell'esigenza di far aderire il racconto ai dati della realtà presente nel periodo in cui vennero redatte. In particolare per Pralboino, le ricostruzioni del XII secolo presupposero che fosse sede del Gahagium regis, area riservata ai Barones.

## Storia
Il primo riferimento scritto di Pralboino è una bolla dell'imperatore Ottone I del X secolo. Il territorio ha il nome di Castrum Novum cum ecclesia Sancti Andree ed appartiene al dominato dell'Abbazia di Leno. Si tratta di un insediamento fortificato nato a protezione della sponda sinistra del Mella nel suo ultimo tratto. Nel 1009, un certo Leo da Gambara, probabile membro della curia vassallorum, sottoscrisse una permuta con l'abate lenese Luzio: si tratta della prima testimonianza della famiglia Gambara che reggerà le sorti della zona dopo il progressivo indebolimento del dominus abbaziale lenese che iniziò nel XII secolo.
I Gambara ressero le sorti del paese come feudatari e signori sino al 1797, anno che segnò, ad opera di Napoleone, l'abolizione dei diritti feudali con la caduta della Repubblica di Venezia, alla quale il territorio di Pralboino fu soggetto quasi ininterrottamente per 370 anni. Fino al 1815 Pralboino subì la dominazione napoleonica e successivamente quella austriaca fino al 1859.
Fece poi parte del Regno d'Italia e quindi della Repubblica dal 1946.
Nel corso della seconda guerra mondiale, Pralboinio fu uno dei comuni della Lombardia ad essere designati come località di internamento libero per profughi ebrei stranieri. Tra il 1942 e il 1943 vi soggiornarono 18 ebrei provenienti dalla Germania e dai Balcani. Con l'occupazione tedesca e la Repubblica Sociale Italiana (1943-45) cominciarono le deportazioni. Il 7 gennaio 1944, quattro degli ex-internati furono arrestati a Pralboino e deportati ad Auschwitz. Gli altri si dettero alla clandestinità, riuscendo quasi tutti a sopravvivere fino alla Liberazione.

### Simboli
Lo stemma, privo di decreto di concessione, è liberamente adottato ed usato dal Comune.
Nasce probabilmente durante il periodo napoleonico e raffigura un pellegrino con sanrocchino (veste tradizionale di san Rocco, patrono locale); il prato ricorda l'origine del primo nome di Pralboino ("prato di Alboino"). La banda punteggiata di stelle orienta il cammino notturno del pellegrino poiché Pralboino era una frequentata stazione di passaggio di viandanti.

## Monumenti e luoghi d'interesse

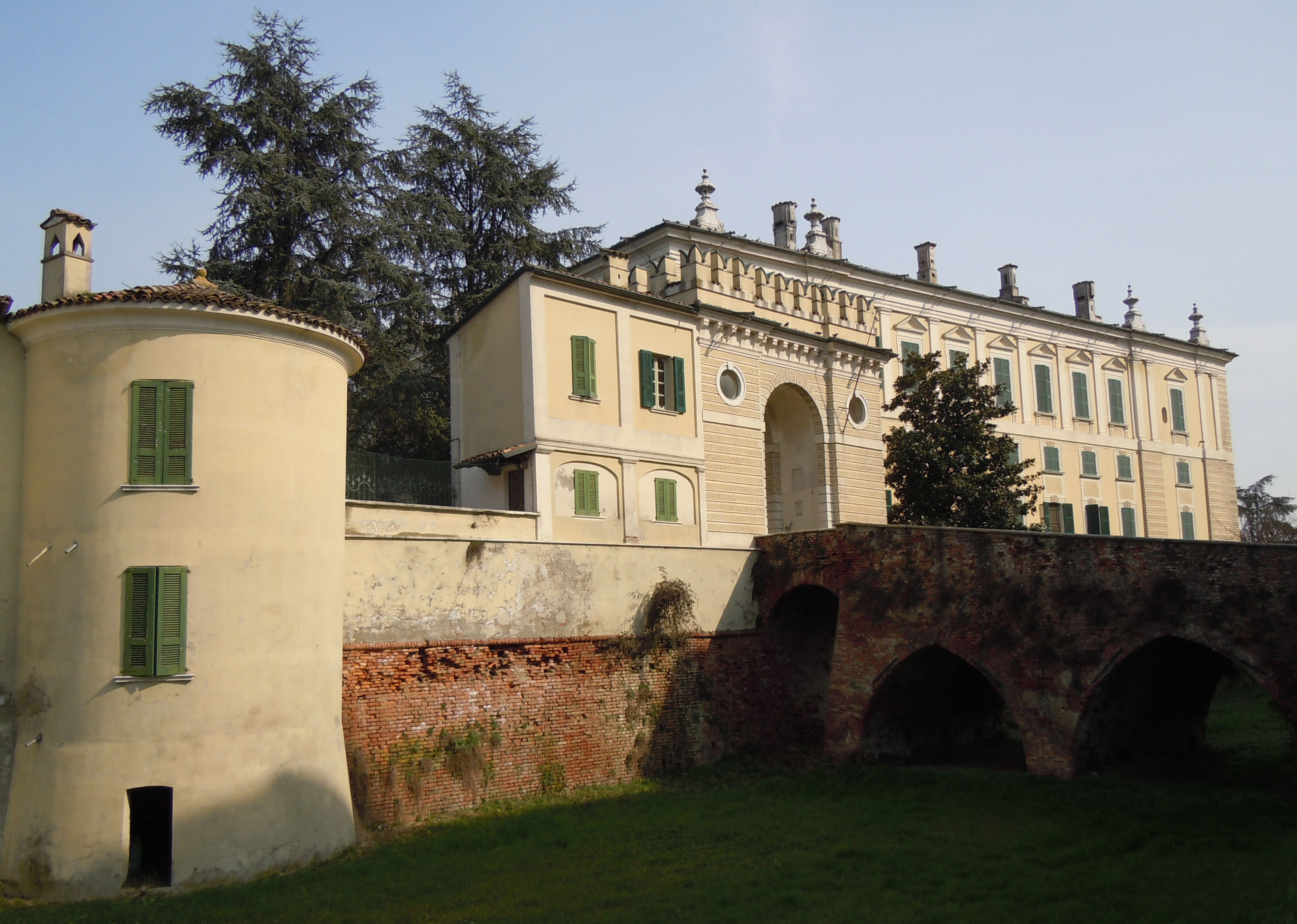
Palazzo Gambara

- Basilica di Sant'Andrea: costruita alla fine del Settecento su un preesistente edificio, contiene opere del Romanino, Moretto, Sante Cattaneo e l'altare maggiore di Rodolfo Vantini[15].
- Palazzo Gambara
- Castello Morelli o dei fontanili. Fatto costruire dall'avvocato Pietro Morelli, pittore. Attualmente in stato di abbandono.

## Società

### Evoluzione demografica
Abitanti censiti

### Lingue e dialetti
Nel territorio di Pralboino, accanto all'italiano, è parlata la lingua lombarda prevalentemente nella sua variante di dialetto bresciano.

## Cultura

### Eventi
Sagra di san Flaviano
Festa patronale, dedicata a san Flaviano, che si svolge ogni anno la seconda domenica di ottobre. Il lunedì seguente, detto "San Flavianino", è considerato giorno festivo.
I resti del patrono, traslati nel paese nel 1673, sono conservati nella chiesa parrocchiale in una teca di vetro nascosta dietro ad un dipinto che viene tolto in occasione della festività. La teca è portata in processione per le vie del paese ogni cinque anni. In questo giorno nel centro del paese vengono allestite bancarelle di vario genere, mentre negli edifici pubblici vengono organizzate esposizioni e nella piazza antistante la chiesa parrocchiale sono presenti delle giostre.
In occasione della processione del 2010, svoltasi il 10 ottobre, la teca è stata sostituita da una statua di legno rappresentante il santo.

## Geografia antropica
Nel territorio comunale è presente una frazione chiamata Santa Maria degli Angeli.

## Economia
Il mercato settimanale si svolge il venerdì mattina.
Nel territorio comunale sono presenti alcune industrie operanti nel settore metalmeccanico e edile.

## Infrastrutture e trasporti

### Strade
Strada di collegamento principale del paese è la provinciale SP VII, che unisce il vicino comune di Milzano a Bagnolo Mella, presso il quale si innesta sulla provinciale Brescia - Cremona (SP BS 45 bis). Il tracciato della SP VII aggira a nord-ovest il centro abitato.
Pralboino è inoltre collegata al vicino comune di Gambara dall'ultimo tronco della SP 64, che si origina proprio dalla provinciale VII, e al comune cremonese di Ostiano dalla provinciale SP 102.

### Tranvie
Fra il 1914 e il 1933 Pralboino era servita dall'omonima stazione posta lungo la tranvia Brescia-Ostiano.

## Amministrazione
| Periodo        | Periodo        | Primo cittadino     | Partito                         | Carica  | Note |
| -------------- | -------------- | ------------------- | ------------------------------- | ------- | ---- |
| 24 aprile 1995 | 14 giugno 2004 | Adalberto Bassini   | lista civica di centro-sinistra | Sindaco |      |
| 14 giugno 2004 | 8 giugno 2009  | Domenico Piovani    | lista civica di centro-destra   | Sindaco |      |
| 8 giugno 2009  | 26 maggio 2014 | Domenico Migliorati | lista civica di centro-sinistra | Sindaco |      |
| 26 maggio 2014 | 10 giugno 2024 | Franco Spoti        | lista civica di centro-destra   | Sindaco |      |
| 10 giugno 2024 | in carica      | Riccardo Romagnoli  | lista civica                    | Sindaco |      |

## Sport

### Calcio
La principale squadra di calcio del paese è G.S.D. Pralboino 1975 che milita nel girone H lombardo di   prima categoria. È nato nel 1975.